# Friedrich Beck (Maler)
Friedrich „Fritz“ Beck (* 17. Dezember 1873 in Wien; † 13. August 1921 ebenda) war ein österreichischer Maler.

## Leben

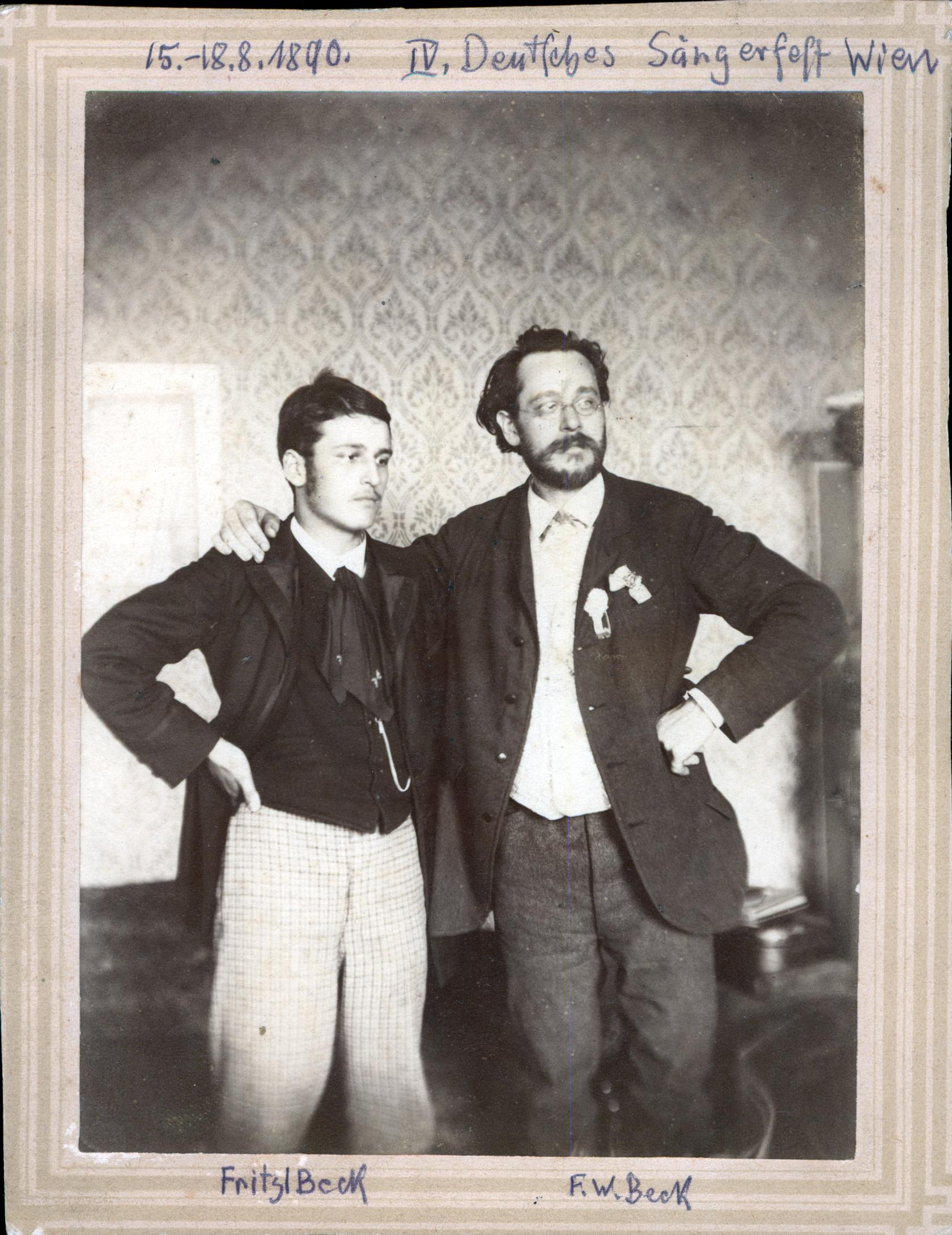
Besuch des Onkels (Friedrich Wilhelm Beck) von Friedrich aus Nürnberg bei dem Sängerfest in Wien im August 1890 (links Friedrich, auch genannt Fritzl Beck)

Friedrich Beck wurde als Sohn des Zahnarztes Emil Beck (geb. 1852 in Nürnberg, verst. 1932 in Wien) und seiner ersten Ehefrau Maria Graumann (geb. 24. Mai 1852 in Ľubeľa, damals Ungarn) geboren.
Beck studierte zwei Jahre an der Graphischen Lehr- und Versuchsanstalt bei Josef Eugen Hörwarter und ab 1890 an der Akademie der bildenden Künste Wien bei Christian Griepenkerl und Eduard Peithner von Lichtenfels. Er wurde Mitglied der Künstlervereinigungen „Jungbund“ und Hagenbund und 1905 Mitglied des Künstlerhauses, an dessen Ausstellungen er regelmäßig teilnahm. Beck arbeitete überwiegend als Landschaftsmaler im impressionistischen Stil, fertigte aber auch Blumenstücke und Stillleben.
Er wurde auf dem Hietzinger Friedhof im 13. Bezirk, wo er zuletzt wohnte, in Gruppe 17, Reihe 3, Grab Nr. 128, bestattet.

## Auszeichnungen
- 1910: Dumbapreis
- 1913: Kleine Goldene Staatsmedaille
- 1918: Draschepreis
- 1918: Silbermedaille der Stadt Graz